# 史考特·克林斯基
史考特·克林斯基（Scott Krinsky，1968年11月24日—）是美國的一位演員。他最著名的作品是在超市特工中飾演Jeffrey "Jeff" Barnes和在橘郡風雲中飾演Darryl。他出生在華盛頓特區，畢業於索爾茲伯里大學。